# Клеони

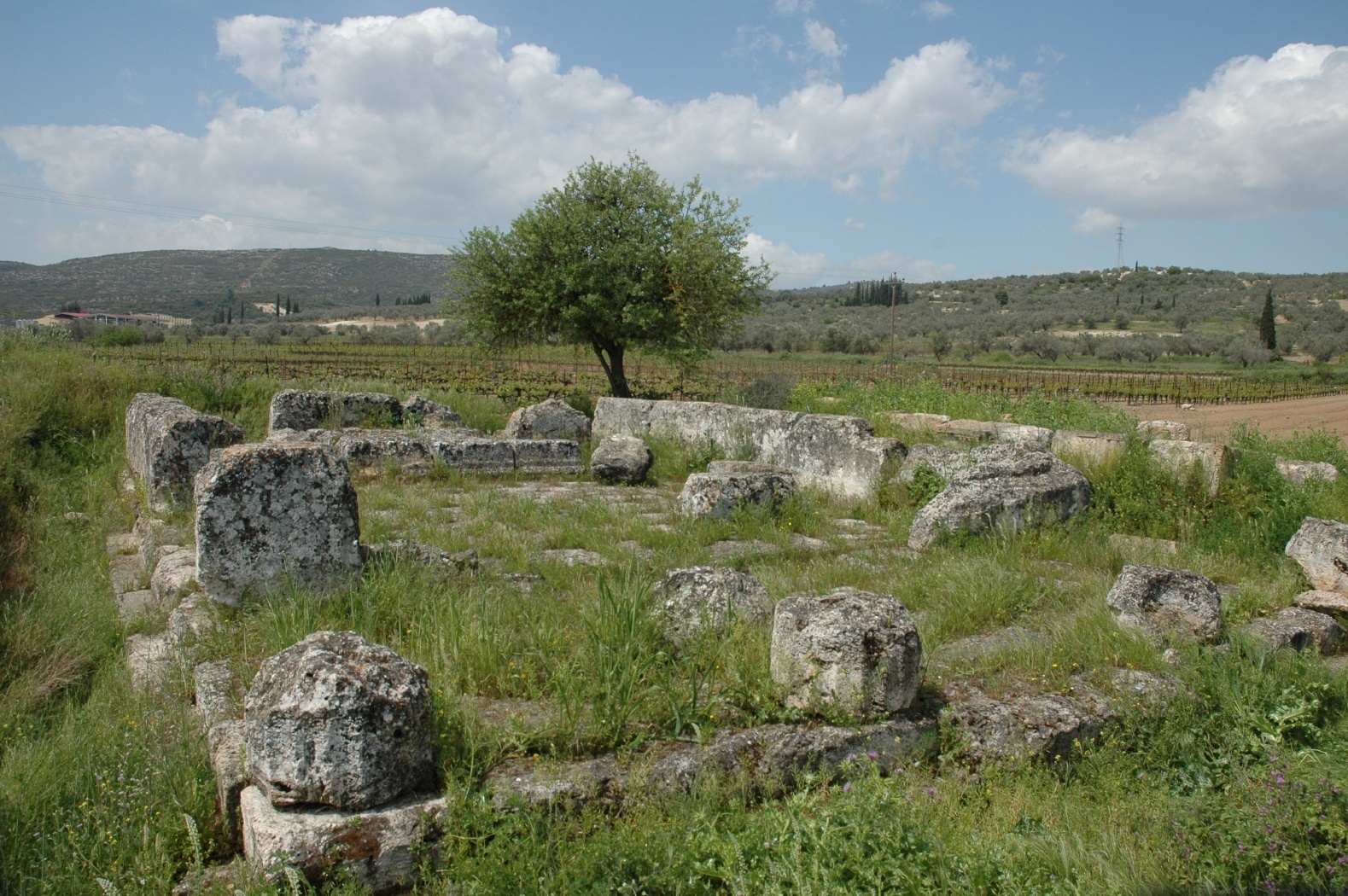
Храм Геракла у Клеонах

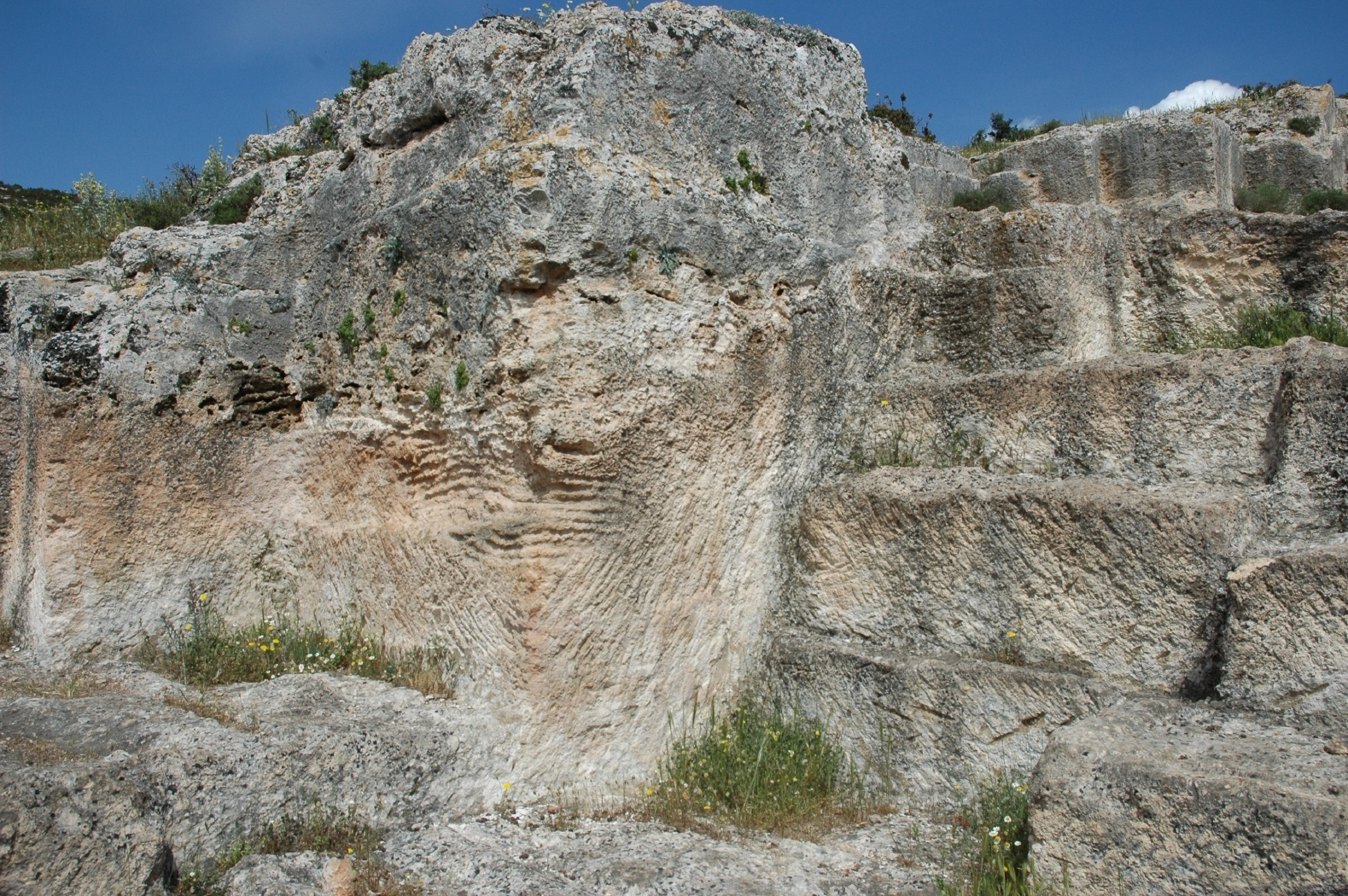
Стародавня каменярня

Клеони (дав.-гр. Κλεωναί), Клеони Немейські — давньогрецьке місто-держава на північному сході Пелопоннесу.

## Історія
За переказами, місто засноване Клеоном, сином Пелопа, на честь якого й отримали свою назву. Міфи стверджують, що біля міста Геракл зробив засідку, коли хотів помститися Евріту і Ктеату — близнюкам, що зрозлися між собою. Брати були ним вбиті і поховані у Клеонах.
Під контролем Клеонів також знаходилася легендарна Немея і проводилися Немейські ігри.
З ахейських часів у місті залишилися руїни споруд із циклопічною кладкою. Клеони згадує Гомер, як територію, підвладну мікенському царю Агамемнону.
На початку VII ст. до н. е. місто приєнав до своїх володінь Фідон Аргоський. Після поразки аргів'ян біля Сепеї (494 р. до н. е.) Клеони стали незалежними, проте зберегли приязні стосунки з Аргосом, і в середині V ст. до н. е. навіть взяли участь в розділі «мікенської спадщини» — приєднавши до себе частину сільської округи зруйнованих аргів'янами Мікен.
У  IV ст. до н. е. були знову приєднані до Аргоса, хоча і збергали внутрішнє самоврядування.